# Eva Bartok
Eva Bartok, właśc. Éva Márta Szőke Ivanovics (ur. 18 czerwca 1927 w Budapeszcie, zm. 1 sierpnia 1998 w Londynie) – węgierska aktorka filmowa.

## Biografia[1]
Była córką żydowskiego ojca i matki katoliczki. Ojciec zaginął podczas II wojny światowej. W wieku 15 lat została zmuszona do poślubienia węgierskiego nazistowskiego oficera, by uniknąć zesłania do obozu koncentracyjnego. Małżeństwo anulowano ze względu na jej młody wiek. W latach 1945–1947 grała na deskach teatru w Budapeszcie. W 1947 roku pojawiła się w swoim pierwszym i jedynym węgierskim filmie Mezei próféta, który został zresztą zdjęty przez komunistyczną cenzurę. W 1949 roku zdecydowała się na ucieczkę z kraju i emigracje do Londynu, w czym pomógł jej drugi mąż, hollywoodzki producent filmowy Alexander Paal. Tam zagrała m.in. w filmie A Tale of Five Cities (1951). Jednak największą sławę przyniosła jej rola Consuelo w filmie Karmazynowy pirat (The Crimson Pirate).
W późniejszym okresie pojawiała się w takich filmach jak Dziesięć tysięcy sypialni (Ten Thousand Bedrooms, 1957), Der Arzt von Stalingrad (1958), Operation Amsterdam (1959)
Karierę filmową Bartok zakończyła w 1966 roku w wieku 39 lat.
Prywatnie pięciokrotnie wychodziła za mąż. Jej pierwsze małżeństwo zostało anulowane, wszystkie pozostałe skończyły się rozwodem. Jej jedyna córka Deana przyszła na świat w 1957 roku, krótko po rozwodzie z Curdem Jürgensem, jej czwartym mężem. W późniejszym czasie, Bartok utrzymywała, że prawdziwym ojcem jej dziecka jest Frank Sinatra, z którym miała w tym okresie romans.
Zmarła 1 sierpnia 1998 w Londynie.

## Wybrana filmografia
- 1964: Sześć kobiet dla zabójcy (Sei donne per l’assassino) jako hrabina Cristina Como
- 1963: Przygoda w motelu (Avventura al motel) jako Vera
- 1961: Nie zawsze musi być kawior (Es muß nicht immer Kaviar sein) jako Vera
- 1959: S.O.S. na Pacyfiku (SOS Pacific) jako Maria
- 1959: Operation Amsterdam jako Anna
- 1958: Der Arzt von Stalingrad jako Alexandra Kasalinsskaja
- 1957: Dziesięć tysięcy sypialni (Ten Thousand Bedrooms) jako Maria Martelli
- 1953: Ostatni walc (Der Letzte Walzer) jako baronowa Vera Opalinski
- 1952: Karmazynowy pirat (The Crimson Pirate) jako Consuelo
- 1951: A Tale of Five Cities
- 1947: Mezei próféta